# Český rozhlas

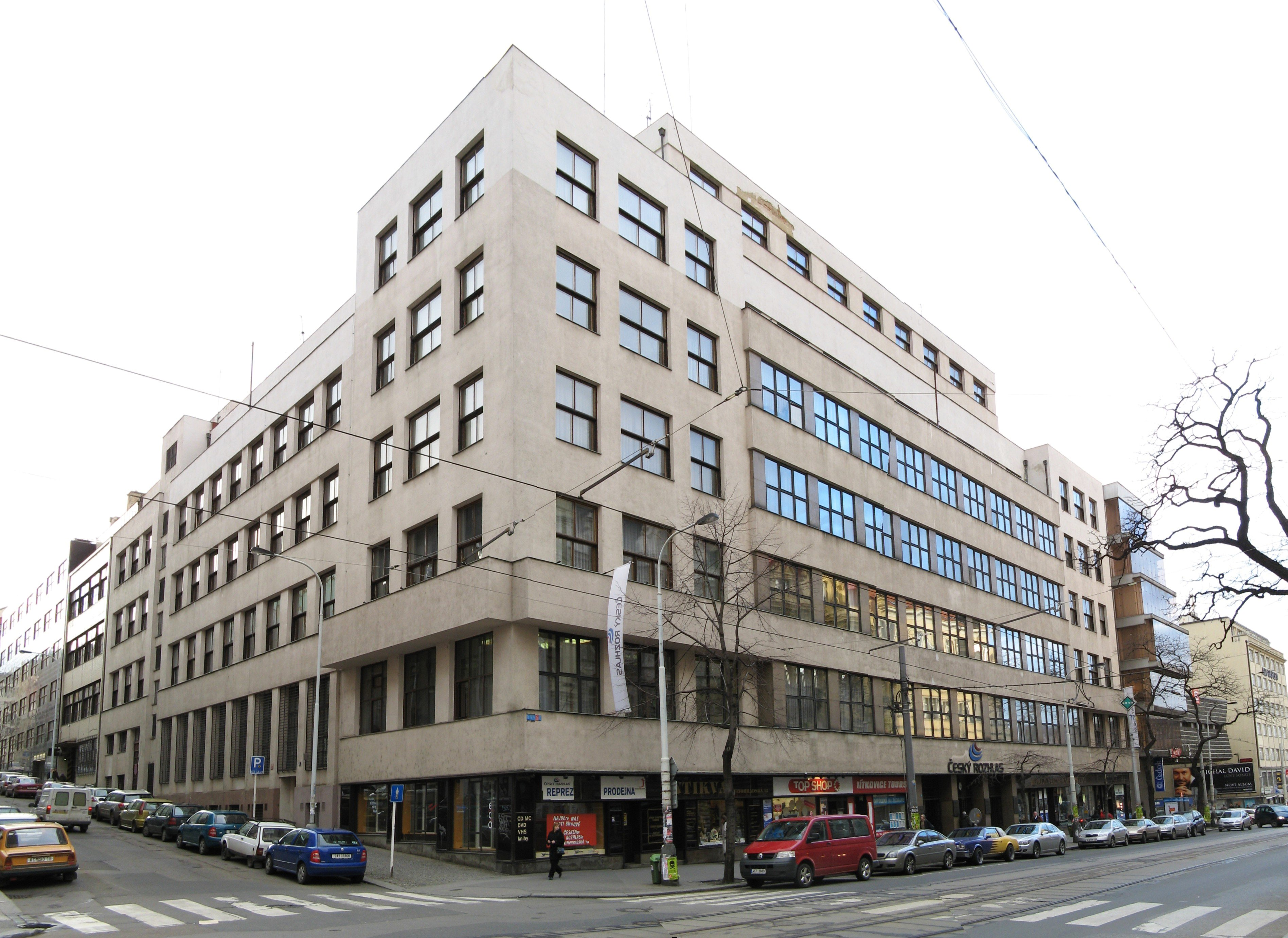
Hauptgebäude in Prag-Vinohrady

Český rozhlas (ČRo, deutsch: Tschechischer Rundfunk) ist der öffentlich-rechtliche Hörfunk Tschechiens. Er ist im Jahr 1993 aus dem Tschechoslowakischen Rundfunk (Československý rozhlas) hervorgegangen.
Český rozhlas war auch der Name des früheren Tschechoslowakischen Rundfunks in der Zeit des Protektorats Böhmen und Mähren.

## Programme
Český rozhlas strahlt die folgenden Radioprogramme aus:
- ČRo Radiožurnál (Pop-Musik, Nachrichten und Informationen, Interviews, Sport, Verkehr, religiöse und Minderheitenprogramme). landesweit auf UKW, bis 31. Dezember 2021[2] auf LW über Sender Topolna, ehemals meistgehörter Sender in Tschechien
- ČRo Dvojka (Unterhaltung, Talk & Comedy, Oldies und Pop), landesweit auf UKW und bis 31. Dezember 2021[2] via MW 639 kHz
- ČRo Vltava (Kultur, klassische Musik, Jazz, Literatursendungen), landesweit auf UKW
- ČRo Regionalprogramme (Brno, České Budějovice, Plzeň, Ostrava, Olomouc, Hradec Králové, Pardubice, Karlovy Vary, Liberec, Zlín, Vysočina, Sever, Region Štřední Čechy)  (Volksmusik, tschechische Schlager und Oldies, Comedy, Regionalnachrichten) – Mantelprogramm für elf Regionalprogramme (auf UKW, teilweise über DAB+)
- ČRo Rádio Praha (Lokalsender für Prag, nicht Teil der restlichen Lokalsender, Pop-Musik und Verkehrsinformationen), in Prag auf UKW, landesweit über DAB+[3]
- ČRo Plus (Information) trat am 1. März 2013 an die Stelle von ČRo 6. Bis 31. Dezember 2021[2] auf MW und seit 2. November 2015 auch über einige UKW-Frequenzen.
- ČRo – Radio Prague International (Auslandsrundfunk in Deutsch, Englisch, Französisch, Russisch, Spanisch und Tschechisch) via Satellit und Internet.

Folgende digitale Zusatzprogramme strahlt der Tschechische Rundfunk aus.
- ČRo Radio Wave (Jugendprogramm, alternative Musik), auf Sendung seit 13. Januar 2006, seit 1. September 2008 nur mehr digital via DVB-T, DAB+, im Internet und in Kabelnetzen.
- ČRo Radiožurnál Sport (Sportberichterstattung, seit 2021)
- ČRo D-Dur (Klassische Musik)
- ČRo Jazz (Jazzmusik, seit 1. März 2013 auf Sendung)
- ČRo Rádio Junior (Kinderprogramm, seit 1. März 2013 auf Sendung)
- ČRo Pohoda (Hits aus den 1950ern bis 70ern aus dem Archiv des Tschechischen Rundfunks, seit 2021 auf Sendung)

Eingestellte Programme:
- ČRo 6 (Features, Wortprogramm) – seit 2002 Nachfolger von Radio Free Europe (Radio Liberty), 18 Uhr–24 Uhr auf Mittelwelle, am 28. Februar 2013 eingestellt und durch ČRo Plus ersetzt.
- ČRo Leonardo (Bildungsprogramm, am 28. Februar 2013 eingestellt)
- Rádio Česko (Information, wurde auch teilweise über UKW übertragen, am 28. Februar 2013 eingestellt)
- ČRo Retro (Aufnahmen aus dem Archiv des Tschechischen Rundfunks, 2021 durch ČRo Pohoda ersetzt)